# 鶴瀬村 (山梨県)
鶴瀬村（つるぜむら）は、かつて山梨県東山梨郡にあった村。

## 沿革
- 1889年（明治22年）7月1日 - 町村制の施行より、近世以来の鶴瀬村が単独で自治体を形成。
- 1941年（昭和16年）2月11日 - 初鹿野村・東八代郡日影村・田野村・木賊村と合併して大和村が発足。同日鶴瀬村廃止。